# Cristina Gutiérrez
Cristina Gutiérrez Herrero (Burgos, 24 luglio 1991) è una pilota di rally spagnola.
Specializzata nel rally raid e che ha preso parte nella categoria prototipi leggeri a 5 edizioni consecutive dal 2017 al 2021 della Dakar nonché prima donna a vincerne una tappa
dai tempi di Jutta Kleinschmidt nel 2005.
Inoltre sempre nel rally raid, in carriera è arrivata seconda al campionato di Extreme E 2021, vincendo l'edizione successiva con Sebastien Loeb.

## Risultati

### Rally Dakar
| Anno | Classe     | Scuderia                             | Vettura                        | Pos. | TV |
| ---- | ---------- | ------------------------------------ | ------------------------------ | ---- | -- |
| 2017 | Auto       | DKR Raid Service                     | Mitsubishi Montero Proto ARC   | 44°  | 0  |
| 2018 | Auto       | DKR Raid Service                     | Mitsubishi Montero Proto ARC   | 38º  | 0  |
| 2019 | Auto       | Mitsubishi / Sodicars Racing         | Mitsubishi Eclipse Cross Proto | 26º  | 0  |
| 2020 | Auto       | Mitsubishi / Sodicars Racing         | Mitsubishi Eclipse Cross Proto | 42º  | 0  |
| 2021 | SSV        | Red Bull Off-Road Team USA           | Overdrive OT3                  | Rit  | 1  |
| 2022 | Challenger | Red Bull Off-Road Team USA           | Overdrive OT3                  | 3º   | 0  |
| 2023 | Challenger | Red Bull Can-Am Factory Team         | Can-Am Maverick X RS           | 4º   | 2  |
| 2024 | Challenger | Red Bull Off-Road JR Team USA by BFG | Taurus T3 - Max                | 1º   | 0  |
| 2025 | Auto       | The Dacia Sandriders                 | Dacia Sandrider                | 91°  | 0  |

### W2RC
| Anno | Scuderia                                 | Vettura         | 1       | 2       | 3       | 4      | 5      | Pos. | Punti |
| ---- | ---------------------------------------- | --------------- | ------- | ------- | ------- | ------ | ------ | ---- | ----- |
| 2022 | Red Bull Off-Road Junior Team USA by BFG | Taurus T3 Max   | DAK 232 | ABU 219 | MAR 318 | AND 45 |        | 3°   | 167   |
| 2023 | Red Bull Off-Road Junior Team USA by BFG | Taurus T3 Max   | DAK 322 | ABU Rit | SON 49  | DES 27 | MAR 28 | 4°   | 138   |
| 2025 | The Dacia Sandriders                     | Dacia Sandrider | DAK 292 | ABU     | SUD     | ULT    | MAR    |      | 6     |